# Río Frío (Llico superior)
El río Frío es un cauce natural de agua que nace en las estribaciones occidentales de la cordillera de Zarao de la Región de Los Lagos, en el sur de Chile y fluye con dirección general oeste hasta desembocar en la orilla derecha del cauce superior del río Llico.

## Trayecto
El río Llico tiene dos afluentes con nombre "río Frío", uno izquierdo en su cuenca inferior llamado río Frío (Llico inferior) y otro derecho en su cuenca superior.

## Historia
Luis Risopatrón lo describe en su Diccionario Jeográfico de Chile (1924):: 342 
Frio (Rio) 41° 18' 73° 25'. De corto caudal, corre hacia el W entre montañas i se vácia en la parte superior del rio Llico. 62, I, p. 34; 155, p. 666; i 156.